# Polyphylla comes
Polyphylla comes är en skalbaggsart som beskrevs av Thomas Casey 1914. Polyphylla comes ingår i släktet Polyphylla och familjen Melolonthidae. Inga underarter finns listade i Catalogue of Life.